# إسلام أحمد حسين
إسلام أحمد حسين (6 يناير 1994) ممثل مصري .

## عن حياته
إسلام أحمد حسين أحمد عبد المجيد حلبية لقب بإسلام حليبة بدء التمثيل منذ الصغر، يتمتع بالعديد من الهوايات منها الرسم وركوب الخيل والتمثيل والغنى يدرس بـ كلية التجارة جامعة قناة السويس ببورسعيد وله شقيق وشقيقتين.

## أعماله

### في المسلسلات
- خطوط حمراء
- فرقة ناجي عطا الله
- الهروب

### في السينما
- فيلم تيتة رهيبة
- فيلم البار

## روابط خارجية
- إسلام أحمد حسين على موقع قاعدة بيانات الأفلام العربية